# Kothdoddi, Devadurga
Kothdoddi là một làng thuộc tehsil Devadurga, huyện Raichur, bang Karnataka, Ấn Độ.